# 魔法少女ホロウィッチ!
『魔法少女ホロウィッチ！』（まほうしょうじょ ホロウィッチ、英語: Magical Girl holoWitches!）は、2024年5月14日に発表されて同年5月16日に始動した、日本の女性バーチャルYouTuberグループ・ホロライブの所属タレントが参加する、魔法少女をテーマとしたメディアミックス作品。

## あらすじ
動画配信者の天音かなた、さくらみこ、姫森ルーナ、宝鐘マリン、紫咲シオン、沙花叉クロヱは、6人合同で行う動画配信の内容を決めるべく会議を行っていたところ、突如として異世界「ホロキャス界」に転送され、そこで怪物「コラプサー」に襲われる少女・菅原啓子と出会う。啓子がコラプサーに取り込まれる様子を目の当たりにしたかなたたちは、啓子を助けたい気持ちが誘因となって魔法使い「ホロウィッチ」に変身し、コラプサーを倒して啓子を救出する。その後、元いた世界へ帰還したかなたたちの前に、先ほど彼女たちをホロキャス界に転送させた妖精・アエルとラグが現れる。アエルとラグは、かなたたちが住む世界の住人の心がホロキャス界に転送される現象「ユメオチ」が頻発していること、啓子がユメオチした者の一人であること、コラプサーがユメオチした者たちから生じて彼らを襲う存在であり、ホロウィッチでなければ倒せないことをかなたたちに説明し、それらを聞いた彼女たちは、これからもホロウィッチとして活動することを決意し、動画配信を行う傍ら、ユメオチしてコラプサーに襲われた者たちを救う日々を送るようになる。
そんなある日、かなたたちの前に強力なコラプサーが現れ、彼女たちは苦戦を強いられる。激闘の末にそのコラプサーを倒したかなたたちは、コラプサーの残骸の内部から妖精のロタとフリストが現れるところを目の当たりにする。彼らこそがユメオチの元凶であり、これまではコラプサーを使ってかなたたちが住む世界の住人の心の輝き「ホロ」を密かに奪っていたが、かなたたちによってコラプサーが倒され続けたため、今回は痺れを切らして自らコラプサーを操作し、彼女たちのもとに乗り込んできたのであった。かなたたちにその存在が露呈したロタとフリストは、その後もコラプサーを操っては彼女たちと対峙するが、ついには現状の自分たちでは彼女たちに太刀打ちできないことを悟り、これまでに奪ったホロをすべて使って変身した状態で彼女たちの前に現れる。

## 登場キャラクター
「声」は、Webアニメおよびボイスドラマにおける担当声優である。

### 主人公たち
本作の主人公たち。ふだんは動画配信アプリ・ホロキャスにて動画配信を行う、動画配信者として活動しており、怪物・コラプサーが現れた際には、魔法使い・ホロウィッチに変身してコラプサーと戦う。パン屋・Shiny Bakeryが大好きで、その3階をたまり場として借りている。変身後の衣装の色によって2つのチームに分かれており、これらのチームに分かれて戦闘を行うこともある。

#### チーム・ラスタ
メンバーの変身後の衣装が白色を基調としているチーム。チーム名は、ラテン語で「輝き」を意味する「luster」に由来する。
天音 かなた
声 - 天音かなた
一人称が「僕」であるボク少女。コンピュータゲームを行った際に、ゲームコントローラを壊してしまったことがあるほどに強い握力を持つ。困っている者を助けたいと願うお人好しで、ルーナが買った大量の菓子を彼女と共に運んだり、壊れたみこのパーソナルコンピュータを直したりしたこともある。
魔法少女かなた
『天使』の『ホロ』。かなたが自身の困っている者を助けたいという気持ちによって、ホロウィッチに変身した姿。背中から生えた翼を使って飛翔できる。戦闘時には、武器・ガーディアンアームをはめた両腕で敵を殴るといった戦法をとる。

さくら みこ
声 - さくらみこ
「エリート」を自称する、巫女の少女。一人称は「みこ」で、稀に語尾に「にぇ」を付けて話す。アイディアマンにしてムードメーカーであり、面倒見もよく他者から慕われやすい。「不浄」を「フジオ」、「ノブレス・オブリージュ」を「ノブレス・オブラート」と言い間違えたりと、ふだんはやや抜けていることが多いが、持ち前の明るさと行動力で補っている。
魔法少女みこ
『巫女』の『ホロ』。みこが自身の他者の願いを叶える手伝いがしたいという気持ちによって、ホロウィッチに変身した姿。戦闘時には、武器・ミコベルロッドを使ってシールド・セイクリッドスフィアを展開し、自身のみならず仲間を敵の攻撃から守ることもある。

姫森 ルーナ
声 - 姫森ルーナ
菓子が大好きな少女。一人称は「ルーナ」または「んなたん」で、語尾に「のら」または「なのら」を付けて話す。自身を守ってくれる者たちを守りたいという気持ちを「姫道」（ヒメドー）と呼んだりと、独自の世界観を持っている上に、とてもマイペースな性格だが、能力と多才さは主人公たちの中では最も優れている。真秀野町の住人たちにとても好かれており、彼らからよく菓子を貰っている。
魔法少女ルーナ
『姫』の『ホロ』。ルーナが上記の「姫道」によって、ホロウィッチに変身した姿。戦闘時には、基本的に武器・キャンディパラソルを使って掩護射撃を行っているが、キャンディパラソルの効果によって生じた菓子を食べて腕力を上げ、白兵戦を行うこともある。

#### チーム・アストラ
メンバーの変身後の衣装が黒色を基調としているチーム。チーム名は、ラテン語で「星々」を意味する「astra」に由来する。
宝鐘 マリン
声 - 宝鐘マリン
主人公たちの中では最年長の少女。海賊に憧れており、一人称は「船長」である。作中では描写されていないが、海賊のコスプレを行うこともある。洞察力が高く、他者の長所を見つけることを得意としており、状況判断能力にも優れているため、リーダーシップに富んでいる。
魔法少女マリン
『海賊』の『ホロ』。マリンが自身の「お宝」（他者の長所）を見つけて輝かせたいという気持ちによって、ホロウィッチに変身した姿。この姿になると射撃が得意になり、仲間が攻撃を当てられないほどに速く動く敵ですらも容易に撃ち抜けるようになる。

紫咲 シオン
声 - 紫咲シオン
飛び級で大学を卒業できるほどの学力を持つ天才少女。一人称は「シオン」である。幼少期に自宅の近所に住んでいた博識な高齢の女性から、魔法に関する知識を教わったことから、ホロウィッチに変身する前から魔法の存在を信じていた。純粋さと喋り方から子供っぽく見られがちだが、友人に笑われても自身の信念を貫いたりと、根は真面目で自分をしっかり持っている。
魔法少女シオン
『魔女』の『ホロ』。シオンが自身の神秘を解き明かしたいという気持ちによって、ホロウィッチに変身した姿。魔法の適正が主人公たちの中では最も高く、「ヴァイオレットレイ」と呼ばれる光線や鳥黐といった、さまざまなものを魔法から生み出せる。戦闘時には、武器・ブルーミングブルームに乗っていることがほとんどである。

沙花叉 クロヱ
声 - 沙花叉クロヱ
ギャルの少女。一人称は「私」で、基本的に丁寧語で話すが、アエルとラグに対してはタメ口で話すこともある。シオンの動画配信を見て動画配信者の道を志したため、彼女を強く敬愛しており、主人公たちが動画配信の内容を決めるために開いた会議にて、「シオン先輩の一日を見守る会」がしたいと主張したこともある。
魔法少女クロヱ
『シャチ』の『ホロ』。クロヱが自身の苦境や逆境を乗り越えたいという気持ちによって、ホロウィッチに変身した姿。戦闘時には、武器・オルカスロットエッジを使い、敵を切り裂くだけではなく、自身の身体を変化させることもある。第31話で「ホロ」を限界以上に出したことにより、ホロウィッチとしての能力や記憶を失ってしまった。

白上 フブキ
声 - 白上フブキ
シオン・クロエ離脱後の追加メンバー。好奇心旺盛で、天性の器用さと並外れた行動力の持ち主。何事にも全力で打ち込みつつ、遊び心を忘れない。飄々とした自由人だが、思いやり深く、周りのことをよく見ている。
魔法少女フブキ
『狐』の『ホロ』。
雪花 ラミィ
声 - 雪花ラミィ
シオン・クロエ離脱後の追加メンバー。真面目なしっかり者なのでツッコミに回ることが多いが、本来は甘えたがり。世の中が決して綺麗なだけではない、ということをわかった上で、それでも人や世界の美しさを信じ、愛することをやめない、純粋な心の持ち主。人を愛し、仲間たちを愛し、日本酒を愛する。
魔法少女ラミィ
『雪』の『ホロ』。

### 主人公たちの協力者
主人公たちがホロウィッチに変身するきっかけを作った、2体の妖精。イヌのような姿をしており、複数の星印が付いた球体を自分たちの周囲に2つずつ浮かべている。一人称は「ボク」で、年齢は0歳である。主人公たちがホロウィッチとしての活動を行うようになってからは、コラプサーとの戦闘によって負傷した彼女たちを魔法で治療するなどして、その活動を陰で支えている。
アエル
声 - 高橋李依
白い体色の妖精。適当かつ能天気な性格で、単純かつ純粋で大雑把なため、物ごとを深く考えず直感的に行動する。対戦型格闘ゲームの実況プレイを好んでいる。
ラグ
声 - 悠木碧
黒い体色の妖精。真面目かつ慎重な性格で、アエルとは対照的に思慮深いが、妖精であるがゆえに発想がメルヘンチックである。ファーストパーソン・シューティングゲームの実況プレイを好んでいる。

### 主人公たちの敵対勢力
ローブを着た人物
声 - 非公表
正体不明の人物。恐れと不安に囚われた者を見つけてそのホロを奪うよう、ロタとフリストに命じた張本人で、遠隔地の様子を映し出せる水晶玉を使って彼らを監視している。また、自身の計画の障害となる、ホロウィッチの打倒を目論んでいる。
ロタ、フリスト
「マレフィクス」を名乗る、2体の妖精。仮面を着けたイヌのような姿をしており、複数の目のような模様と棘が付いた球体を自分たちの周囲に2つずつ浮かべている。ワームホールを生み出す能力を持つ。上記のローブを着た人物の命令に従い、元気を失った者の心をユメオチさせ、その過程で生じたコラプサーが奪った、ユメオチさせた者のホロを密かに回収していた。しかし、ホロウィッチによってコラプサーが倒され続けたため、やがて痺れを切らして直接的に彼女たちと対峙し始める。
変身後
ロタとフリストがホロウィッチの打倒のために、魔法で作った黒いホロウィッチボトルの偽物に、過去に回収したホロをすべて注いで変身した姿。ヒトのような姿をしており、ホロウィッチのものに似た衣装を着ている。ホロウィッチの技にすべて対応した上で、彼女たちを圧倒する強さを誇る。

コラプサー
声 - 中原麻衣（理華から生じた個体）
ユメオチした者の不安から生じ、その者のホロを奪う怪物たち。単体では小さいが、合体することで巨大化できる。自分たちを生み出したユメオチした者の悲しみが大きくなると、力が増す。理華から生じた個体以外は言葉を発しないが、雄叫びや悲鳴を上げることはある。

### ユメオチした者たち
漫画家志望の女の子
声 - 本渡楓
『「魔法少女ホロウィッチ！」アニメーションPV』に登場。主人公たちの動画配信の視聴者。自身が描いた漫画に対する誹謗中傷をインターネット上で受けたことでユメオチし、鳥類のような姿の巨大なコラプサーを生じさせてしまうが、ホロウィッチの突進によってコラプサーが倒されたことで、ユメオチが解除された。
理華
声 - 中原麻衣
『魔法少女ホロウィッチ！THE STAGE』に登場。会社員の女性。名前は作中では呼ばれず、ホロウィッチからは「お姉さん」、後輩社員からは「先輩」と呼ばれる。幼少期から魔法少女になりたいと願っている。同僚たちに業務を押し付けられたことでユメオチし、さらに自身から生じたコラプサーを倒すために現れたホロウィッチの魔法を目の当たりにしたことで、自身が魔法少女になれなかったことを痛感し、それによって力が増したコラプサーに取り込まれてしまうが、ホロウィッチによってコラプサーがすべて倒されたことで救出され、ユメオチが解除された。
菅原 啓子
漫画の第1話に登場。高校3年生の少女。珍しい生物が大好きで、それらに詳しい教授が所属する大学に入学すべく、受験勉強に励む日々を送っている。主人公たち全員のファンでもあり、受験勉強の休憩中に彼女たちの動画配信をよく視聴している。入学試験に対する不安からユメオチし、自身から生じたコラプサーに取り込まれてしまうが、ホロウィッチによってコラプサーがすべて倒されたことで救出され、ユメオチが解除された。

### その他のキャラクター
女子高生A/B
声 - 河実里夏
『「魔法少女ホロウィッチ！」アニメーションPV』に登場。ルーナと会って黄色い声を上げた、2人の女子高生。
後輩社員
声 - 稲垣好
『魔法少女ホロウィッチ！THE STAGE』に登場。理華の後輩にあたる女性。
長老
漫画の第16話にて名前が言及された妖精。年齢は9歳だが、妖精の中では最年長である。博識で、勉強家のラグからは尊敬されている。

## 用語

### ホロウィッチの関連用語
ホロウィッチ
強いホロの持ち主が魔法使いに変身した存在。自分たちが持つホロに対応した魔法が使える。コラプサーと戦える、唯一の存在でもある。
ホロウィッチボトル
主人公たちがホロウィッチに変身するために必要な瓶。チーム・ラスタのメンバーのものは雫のような形をしており、チーム・アストラのメンバーのものは2つの円錐台を下底面同士で組み合わせたような形をしている。また、かなたのものには四芒星、みこのものにはサクラの花、ルーナのものにはキャンディ、マリンのものには矢が刺さったハート、シオンのものには三日月、クロヱのものには魚類の形をした蓋が付いており、かなたのものには青色、みこのものには薄い赤色、ルーナのものにはピンク色、マリンのものには赤紫色、シオンのものには紫色、クロヱのものには暗い赤色の液体が内部に入っている。
ホロウィッチステッキ
主人公たちがホロウィッチに変身している時のホロウィッチボトル。蓋は周囲に装飾が施された、印が付いた円い物体に置き換わっており、底には両端に装飾が施された棒状の持ち手が付いている。円い物体の印の形および色は、ホロウィッチボトルの時の蓋の形および内部の液体の色と同じである。また、装飾の色はシオンのものは銀色、彼女以外のものは金色で、持ち手の色はチーム・ラスタのメンバーのものは白色、チーム・アストラのメンバーのものは黒色である。
「チェンジ！『（武器に変形した時の名前）』！」と叫ぶと、円い物体が輝いたのち、後述の武器に変形する。
ガーディアンアーム
一対の武器に変形した、かなたのホロウィッチステッキ。2枚の翼が生えた、籠手のような姿をしている。
ミコベルロッド
武器に変形した、みこのホロウィッチステッキ。三角形の突起が2つ生えた鈴が18個付いた、神楽鈴のような姿をしている。「セイクリッドスフィア」と呼ばれる結界（シールド）を展開でき、ある程度の強さの敵の攻撃を防げるが、強力な敵の攻撃を防ごうとすると、結界が割れてしまう。また、注連縄のような形の物体を生成し、敵を拘束することもできる。
キャンディパラソル
武器に変形した、ルーナのホロウィッチステッキ。露先に2つのキャンディが付き、生地に複数の星印と三日月形の印が付いた、傘のような姿をしている。生地に相当する部位は、小さなコラプサーの群れによる突進に耐えるほどの耐久力を誇り、石突に相当する部位からは、触れたコラプサーを菓子に変える光線を放てる。この光線によって生じた菓子は、食べた者の腕力を上げる効果を持つ。また、槌のような姿となり、近接武器として扱うこともできる。
ガンマリナー
一対の武器に変形した、マリンのホロウィッチステッキ。銃身に炎が付いた、拳銃のような姿をしている。銃口に相当する部位から、複数のハートが付いた光線を放てる。また、大砲のような姿となり、ホロウィッチのメンバーを砲身に相当する部位の内部に入れたのち、砲弾のように飛ばすこともできる。
ブルーミングブルーム
武器に変形した、シオンのホロウィッチステッキ。持ち手の両端に宝石と蝶結びにしたリボンが付いた、箒のような姿をしている。シオンを乗せた状態で、空中浮揚ができる。また、リボンを伸ばし、敵を拘束することもできる。
オルカスロットエッジ
一対の武器に変形した、クロヱのホロウィッチステッキ。持ち手の両端にボタンとスロットマシンのリールが付いた、ナイフのような姿をしている。ボタンを押すとリールが暫く回ったのちに止まり、この時にリールの絵柄が揃っていると、絵柄に応じてクロヱの身体にさまざまな変化を齎す。

ウィッチグラム全力投射（ウィッチグラム フルキャスト）
ホロウィッチがホロウィッチステッキを掲げ、技名を叫ぶことで発動する技。一撃で巨大なコラプサーを倒せるほどの強さを誇る。

### 主人公たちが住む世界の関連用語
主人公たちが住む世界は、作中では「現実」と呼ばれているが、本義の現実との混同を防ぐため、本記事では同世界を「主人公たちが住む世界」と表記する。
真秀野町
本作の舞台。主人公たちが住む世界に存在する町で、彼女たちが所属する事務所や、ホロキャスでの動画配信サービスを主軸とする企業のオフィスが建っている。
ホロキャス
主人公たちが住む世界にて大流行している、動画配信アプリ。
ホロ
主人公たちが住む世界の住人が持つ「強い心の輝き」。金平糖のような形をしている。輝きの強さには個人差があるが、主人公たちが持つものは、他者のものとは一線を画す強さを誇る。コラプサーにすべて奪われてしまうと、持ち主の心はユメオチしたままとなってしまうが、コラプサーを倒すと持ち主のもとに戻ってくる。ただし、すべて戻ってくるわけではなく、戻らなかったものはロタとフリストによって回収されている。

### ホロキャス界の関連用語
ホロキャス界
ホロキャスを視聴した者たちの楽しい気持ちから生じた「夢と魔法の世界」。ユメオチした者が現れた際には、その者の周囲の景色をその者の気持ちを反映したものに変化させる。
ユメオチ
元気を失った、主人公たちが住む世界の住人の心がホロキャス界に転送される現象。ロタとフリストによって引き起こされていた。コラプサーを倒すと解除される。
妖精
ホロキャス界にて自然と生じる存在。外見は、個体によってまちまちである。さまざまな知識や魔法を使える能力が生まれつき備わっているが、ラグのような勉強家の個体も存在する。ほとんどの個体がホロキャス界に住んでおり、村などを作ってそこに定住したり、各地を放浪したりしている。後者を行う者たちは、コラプサーを見かけた際にそのことをラグに知らせている。
主人公たちが住む世界の住人をホロキャス界に呼ぶ魔法
妖精が使える魔法の一つ。使うためには呼ぶ対象の同意が必要だが、対象が元気を失っている場合は、同意がなくともその心のみに対して使える。ロタとフリストは、この性質を利用してユメオチを引き起こしていた。

## Webアニメ
いずれもホロライブの公式YouTubeチャンネルにて公開された。

### 「魔法少女ホロウィッチ！」アニメーションPV
本作が始動した2024年5月16日に公開された。
制作スタッフ
- キャラクターデザイン - うなばら海里、りお
- コラプサーデザイン原案・サブキャラクターデザイン原案 - 水谷恵
- 画コンテ - 竹内雅人、尾東ノブヒコ
- 変身シーケンス - 横屋健太
- 作画監督 - うなばら海里、井川典恵、千葉啓太郎、米村雅人、栗原裕明、DELF、ナポりん、小田裕康、寺尾憲治、黒木涼之介、ねぎ
- 原画 - 米村雅人、井川典恵、千葉啓太郎、髙橋瑞紀、栗原裕明、寺尾憲治、矢木沙織、刀、ナポりん、小澤和則、貴美亜希、mokoppe、金子伸、中口聖太、niii、ビート、くまがぱんいち、富岡海任
- 第二原画 - 関口沙織、駒野楓矢、古保里祐子、多田歩、榎本莉緒、山川千陽、宇佐見メリー、石田雅裕、酒井克恭、田中晶名フェリース、京江ANI、ロータスアニメーション
- 異空間デザイン・美術監督・美術・色彩設計・色指定検査・設定制作 - 瀬田光穂
- 動画・仕上げ - 神龍
- 検査 - ファインカラーズ
- 3DCG制作 - Quebico
- CGスーパーバイザー - 多田裕太郎
- 3Dレイアウト - 渡辺一基
- テクニカルアーティスト - 陳國楨
- 3Dモデラー - 許志瑋、辻本貴大
- プロジェクトマネージャー - 上出彩加
- 3DCGプロデューサー - 宮本佳
- 撮影監督 - 戸澤雄一朗（グラフィニカ）
- 撮影 - 戸澤雄一朗（グラフィニカ）、主山秀範（グラフィニカ）
- 2Dワーク - 齋藤睦（グラフィニカ）、久保田彩（グラフィニカ）
- メッセージカード文字 - 沙花叉クロヱ
- 漫画イラスト - 植竹美則
- 音楽 - 大川茂伸、株式会社ティーズミュージック
- 音響監督 - 児玉拓己（MFS）
- 音響効果 - 森川永子（ちゅらサウンド）
- MA - 安里佳乃（IMAGICA Lab.）
- 音響コーディネート - 松丸祐香（IMAGICA Lab.）、吉田伸吾（IMAGICA Lab.）
- 音響協力 - 株式会社シグマ・セブン、株式会社マジックカプセル
- 制作協力 - 蒲池証悟、川原悠平、竹内静香、二宮源太、北村真一郎、鈴木美咲、辰巳真有加、中尾瑞希
- 監督・制作進行・演出・編集・ラインプロデューサー・アニメーション制作 - 竹内雅人
- 原作 - カバー株式会社
- 製作 - 魔法少女ホロウィッチ！プロジェクト

### 魔法少女ホロウィッチ！THE STAGE
アニメーションおよび歌唱ライブを主軸とした企画として、2024年9月21日に配信された。ホロライブの企画「ホロライブGTA」内でも放映された。また、「縦フォーカス配信」と題した、出演タレントの全身を個別に映す時間を長くしたバージョンも同時に配信された。

#### セットリスト
歌唱は、2曲目を天音かなた、さくらみこ、姫森ルーナ、3曲目を宝鐘マリン、紫咲シオン、沙花叉クロヱ、それ以外の楽曲を天音、さくら、姫森、宝鐘、紫咲、沙花叉が担当した。
1. 「はじまりの魔法-charm-」（作詞・作曲・編曲 - 三好啓太）
2. 「スイートマジック」（作詞・作曲 - Junky）
3. 「ベテルギウス」（作詞・作曲 - 優里、編曲 - CHIMERAZ）
4. 「愛して愛して愛して」（作詞・作曲・編曲 - きくお）
5. 「アドベンチャー」（作詞・作曲・編曲 - Ayase）
6. 「On your side」（作詞 - Co.、作曲・編曲 - Ryuji Yokoi、REC・MIX - 小島聖平〈birdiehouse〉）

#### 制作スタッフ
- プロデューサー - 諸岡早苗
- ディレクター - 本間始、佐藤小夏、井野泰、後藤育
- 脚本 - 紫藤ケイ
- 製作 - 魔法少女ホロウィッチ！プロジェクト
- 原作 - カバー株式会社

ライブ
- 総合演出 - Morikawa Masanari
- ライブディレクター - 荒井広明、橋本耕
- 制作アシスタント - 多胡翔、有坂優弥
- テクニカルディレクター - 斎藤真樹
- スイッチャー - 萩原克也
- 照明演出 - 礒田悠希
- モーションキャプチャエンジニア - 芝﨑日向子、穴澤航志、黒川翔生
- カメラ演出 - 今宿里菜、日高詩乃、原田喬平（東京ストリーミング）、名川啓太郎（東京ストリーミング）、山口聖、小松夏菜子（株式会社Candee）、上久保圭未（株式会社Candee）、高橋雄一（株式会社Candee）、内田優香（株式会社Candee）
- カメラマン - 下谷哲生、古賀真生（WOWOWエンターテイメント株式会社）、岡嶋篤（株式会社Ryefull）
- 音響 - 小松洸太
- 音響アシスタント - 齊藤竜彦（東京ストリーミング）、野村瞭（東京ストリーミング）
- テロップ制作 - 遠藤新、郡由比子、渡邊祐佳里
- 3D衣装モデラー - 杉上哲也、石田光、高元里奈、株式会社GURI Art
- 3Dステージモデラー - 黒木修司、近藤朋希
- 配信システムエンジニア - 中野賢亮、堀家京介、大野誉政
- QAエンジニア - 西尾友作、池野翔太、川原萌花
- QA協力 - 高野大輔（株式会社SHIFT）、大槻佑輔（株式会社SHIFT）、河合桂吾（株式会社SHIFT）
- プロジェクトマネージャー - 山本将也、高宮孝太郎、長谷川空、二見洋祐、Muronaga Naoto

3Dアニメーション
- 制作 - 株式会社FORCES
- ディレクター・絵コンテ・アニメーションリードアーティスト - 唐牛侑美子
- 制作スーパーバイザー - 蔵屋敷大器
- 制作コーディネーター - 江崎裕己子
- モデルリードアーティスト - 江崎裕己子、興梠太一、齊藤光羽
- モデルアーティスト - 水谷真里佐、片島天馬、高樹領、尹炯敏、秋仁植
- アニメーション - 胡洛忻、水谷優希、馬籠勝之、勝田岳人、刀祢雄策、須賀聡也
- VFXリードアーティスト - 石崎晴美
- VFXアーティスト - 白浦朱音、中間ななこ、高木祐紀、千野明
- 2Dアーティスト - 都原心優
- サウンドデザイン - 浅野誉彦（株式会社フランティック）
- 音楽 - 菊地梓（株式会社フランティック）
- 効果 - 廣江光洋（株式会社フランティック）
- 効果補助 - 中島志保（株式会社フランティック）
- 音響制作デスク - 野坂由輝子（株式会社フランティック）

マンガアニメーション
- 漫画 - 伊藤星一
- コンポジット - 今村良明
- サウンドデザイン - 浅野誉彦（株式会社フランティック）
- 音楽 - 菊地梓（株式会社フランティック）
- 効果 - 廣江光洋（株式会社フランティック）
- 音響制作デスク - 野坂由輝子（株式会社フランティック）

その他映像
- コンポジット - 今村良明
- 音声編集 - 村木康生（株式会社ツーファイブ）

音楽
- ディレクター - 笹木讓
- 音楽制作 - 小島聖平（birdiehouse）、高村政賞（音響ハウス）

振付制作・監修
- 総合振付・監修 - 株式会社FIREWORKS
- 総合振付監修 - MaiMai
- 振付チーム - KINO
- 振付アシスタント - FIREWORKSダンサーズ

協力
- キービジュアル - シノイ
- ロゴ制作 - oonami
- PV映像制作 - IMAGICA Lab.
- 楽曲制作 - トライフロンティア合同会社、菅野聡志、クックルP、Symny、犬絵、まつこ、マッチ、日南めい、Kosk
- 背景映像制作 - しょうけい（スタジオメイビー）、紺色。（スタジオメイビー）、ポン酢（スタジオメイビー）、紺屋本綴（スタジオメイビー）、兎迷夢々（スタジオメイビー）、Kazu
- プロモーション協力 - 兼田恒平、渡邊啓介
- グッズ制作 - 山邊昂汰、佐藤可菜、河野友香子
- ホロプラス協力 - 上田涼平、平松梨沙、村田りさ

## 漫画
本作が始動した2024年5月16日に本作の公式Xアカウントにて第1話が公開され、以降は毎週月曜日に同アカウントにて定期更新されている。漫画雑誌『ウルトラジャンプ』（集英社）でも、2024年10月号から連載されている。原作はカバー株式会社、脚本は紫藤ケイ、漫画は伊藤星一。

## ボイスドラマ
デジタルコンテンツとして、ホロライブが所属するバーチャルYouTuber事務所・ホロライブプロダクションのECサイト「hololive production official shop」にて販売されている。
- vol.1「わたしたちが、魔法少女？！」（2024年6月14日発売[23]）
- vol.2「アエルとラグの大げんか！？」（2024年7月12日発売[24]）

## ディスコグラフィ
本作にてホロウィッチを演じる天音かなた、さくらみこ、姫森ルーナ、宝鐘マリン、紫咲シオン、沙花叉クロヱは、本作と同名の音楽ユニットを組み、楽曲の音楽配信を行っている。楽曲のレーベルは、ホロライブを運営するカバー株式会社の自社レーベル「Cover Corp.」である。

### はじまりの魔法-charm-
「はじまりの魔法-charm-」（はじまりのまほう チャーム、英語: HajimarinoMahou-charm-）は、2024年5月31日に音楽配信が行われた、魔法少女ホロウィッチ！の1枚目の音楽配信限定シングル。音楽チャート・Billboard JAPANによる2024年06月12日公開のBillboard Japan Download Songsにて89位を記録した。
| 全作詞・作曲・編曲: 三好啓太。 |                                         |          |            |      |
| #                              | タイトル                                | 作詞     | 作曲・編曲 | 時間 |
| 1.                             | 「はじまりの魔法-charm-」               | 三好啓太 | 三好啓太   | 3:23 |
| 2.                             | 「はじまりの魔法-charm-」(Instrumental) | 三好啓太 | 三好啓太   | 3:23 |
| 合計時間:                      | 合計時間:                               | 6:46     |            |      |

楽曲の制作スタッフ
- Drum - SHiN
- Bass - Kei Nakamura
- Guitar - 清水“カルロス“宥人
- Strings - 真部裕ストリングス
- chorus - lamie*

ミュージック・ビデオの制作スタッフ
- ミニキャラクターデザイン・作画監督 - 平山寛菜
- 監督・画コンテ・制作進行・演出・編集・ラインプロデューサー・アニメーション制作 - 竹内雅人
- 作画監督・プロップデザイン - 栗原裕明
- ダンスアニメーション - 日照田裕也
- タイムラプス - 米村雅人
- 原画 - 栗原裕明、小澤和則、米村雅人、内田百香、横屋健太、うなばら海里、長谷川哲也
- 第2原画 - 駒野楓矢、古保里祐子、中口聖太、関口沙織、とーの
- 設定協力 - うなばら海里、りお
- モーショングラフィックス - 平石佑馬
- 撮影監督・撮影 - 戸澤雄一朗（グラフィニカ）
- ロゴデザイン - 齋藤睦（グラフィニカ）
- 美術監督・美術・色彩設計・指定検査・設定制作 - 瀬田光穂
- 動画・仕上げ - 神龍
- 検査 - ファインカラーズ
- 制作協力 - あおい、竹内静香、北村真一郎、鈴木美咲、辰巳真有加、中尾瑞希
- 原作 - カバー株式会社
- 製作 - 魔法少女ホロウィッチ！プロジェクト

アートワークの制作スタッフ
- 原画 - うなばら海里
- 美術・仕上げ・特効 - 瀬田光穂
- ロゴデザイン - 齋藤睦（グラフィニカ）
- 制作進行 - 竹内雅人

### On your side
「On your side」（オン ユアー サイド）は、2024年8月25日に音楽配信が行われた、魔法少女ホロウィッチ！の2枚目の音楽配信限定シングル。
| 全作詞: Co.、全作曲・編曲: Ryuji Yokoi。 |                                |      |             |      |
| #                                        | タイトル                       | 作詞 | 作曲・編曲  | 時間 |
| 1.                                       | 「On your side」               | Co.  | Ryuji Yokoi | 3:44 |
| 2.                                       | 「On your side」(Instrumental) | Co.  | Ryuji Yokoi | 3:44 |
| 合計時間:                                | 合計時間:                      | 7:28 |             |      |

楽曲の制作スタッフ
- REC・MIX - 小島聖平（birdiehouse）[21]

ミュージック・ビデオおよびアートワークの制作スタッフ
- illust - ちひろ綺華[21]
- logo - oonami

## 魔法少女ホロウィッチ！情報局
ホロライブの公式YouTubeチャンネルにて不定期に公開されている、本作にてホロウィッチを演じる天音かなた、さくらみこ、姫森ルーナ、宝鐘マリン、紫咲シオン、沙花叉クロヱのうちの2名が本作の最新情報を紹介する配信番組。
| #     | タイトル                                                        | 出演者                  | 公開日         |
| ----- | --------------------------------------------------------------- | ----------------------- | -------------- |
| 第1回 | 私たち、魔法💗女になっちゃった...!?                             | さくらみこ 宝鐘マリン   | 2024年 5月24日 |
| 第2回 | 魔法少女になったみこマリが〇〇〇！？アフレコにも挑戦したらPON？ | さくらみこ 宝鐘マリン   | 6月14日        |
| 第3回 | 【くぎゅううううう？】謎の匂わせ動画やストーリーを考察！？      | 天音かなた 姫森ルーナ   | 6月28日        |
| 第4回 | かなルーナがお悩み解決!? 物理的に解決するしかないよなぁ!!!!     | 天音かなた 姫森ルーナ   | 7月12日        |
| 第5回 | 【告白】シオンが沙花叉に…!? 塩シャチ初登場で荒れました。        | 紫咲シオン 沙花叉クロヱ | 7月25日        |
| 第6回 | 【コラボ!?】シオンがMC!? シオン先輩の○○が欲しくてクロヱが悶絶！ | 紫咲シオン 沙花叉クロヱ | 8月9日         |
| 第7回 | 3Dライブ直前！かなクロがTHE STAGEの見どころを語る！！           | 天音かなた 沙花叉クロヱ | 9月17日        |